# Blue's Room
Blue's Room is een Amerikaanse televisieserie van Nickelodeon. De serie startte op 2 augustus 2004 en eindigde na twintig afleveringen op 29 maart 2007. Het programma is een spin-off van Blue's Clues. Het verschil tussen deze programma's, is dat Blue nu zelf praat, en Steve weg is. Steve is volgens Blue naar school gegaan. Er is nu een nieuwe vriend van Blue, Joe. Deze Joe is in sommige afleveringen te zien.

## Afleveringen

### Seizoen1
- 101 Snacktime Playdate (Pilot)
- 102 Fred's Birthday
- 103 Holiday Wishes
- 104 It's Hug Day
- 105 Beyond Your Wildest Dreams
- 106 The Power of the Alphabet

### Seizoen 2
- 201 Meet Blue's Baby Brother
- 202 Blue's Farm Playdate
- 203 Shape Detectives
- 204 Masterpiece Museum
- 205 Sprinkles' Sleepover
- 206 World Travelers
- 207 Mathstronauts
- 208 Away Great Playdate
- 209 Little Red Riding Blue
- 210 Knights of the Snack Table
- 211 Music Stars